# Emun Elliott
Emun Elliott, född 28 november 1983 i Edinburgh, är en brittisk skådespelare.
Elliott har bland annat medverkat i TV-serierna The Gold och Sexy Beast. Han har även medverkat i filmen Star Wars: The Force Awakens.

## Filmografi (i urval)
- 2012 – Prometheus
- 2012–2013 – The Paradise (TV-serie)
- 2015 – Star Wars: The Force Awakens
- 2019–2023 – Vår lilla hemlighet (TV-serie)
- 2023 – The Gold (TV-serie)
- 2024 – Sexy Beast (TV-serie)